# Adlgaß
Adlgaß ist ein Gemeindeteil der Gemeinde Inzell im oberbayerischen Landkreis Traunstein. 

## Lage

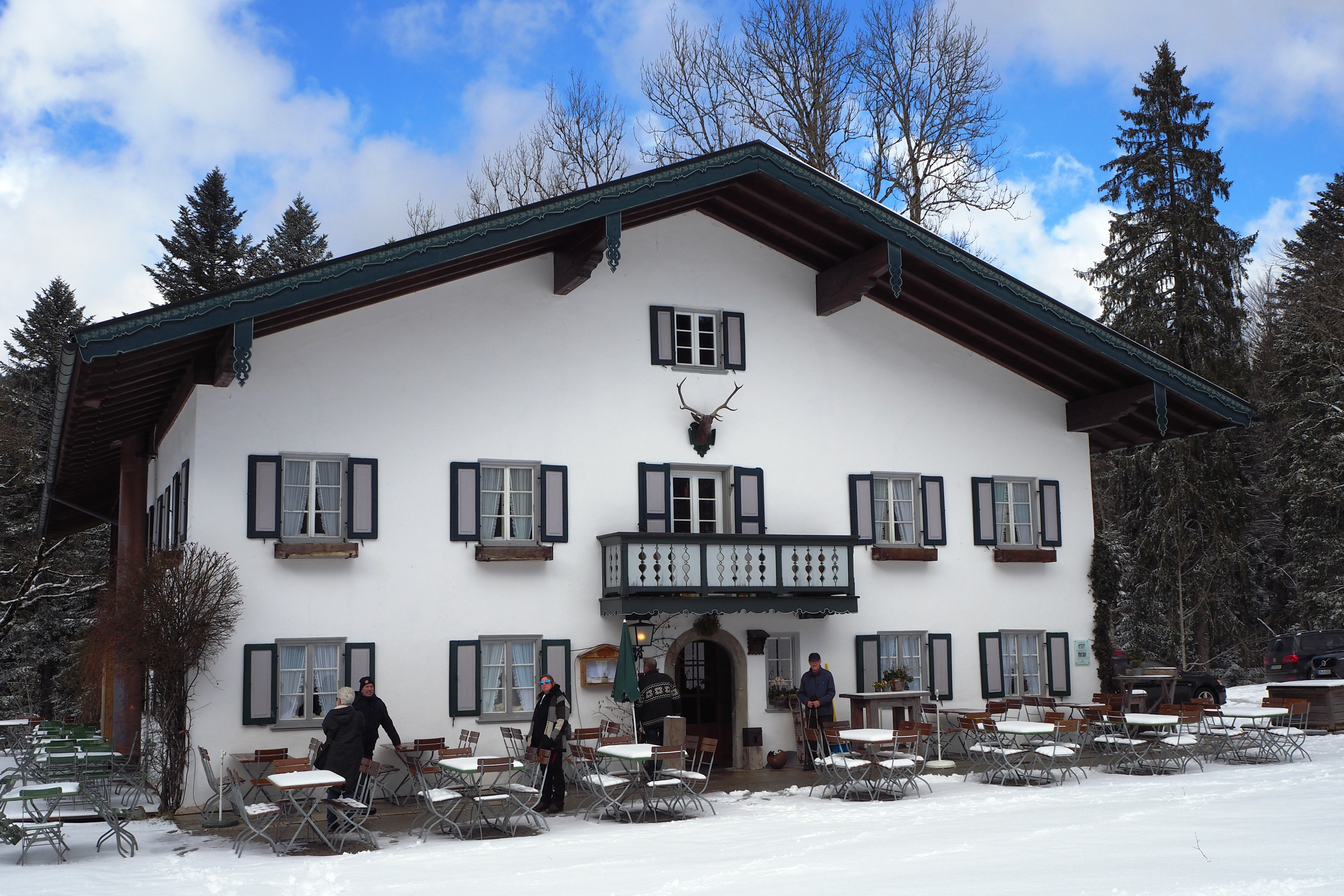
Forsthaus Adlgaß im Spätwinter 2023

Der Weiler mit einem Anwesen liegt 4,4 km östlich des Ortskerns von Inzell am Ende einer Stichstraße, der Adlgasser Straße, südlich des Gamsknogel. Adlgaß liegt auf einer Höhe von 800 m ü. NHN und damit rund 110 Meter höher als der Ortskern von Inzell.

## Geschichte
Adlgaß erscheint schon frühzeitig in Urkunden und Sagen. Das Gut diente im 14. Jahrhundert nicht wie die meisten Inzeller Höfe dem Herzog, sondern dem Kloster St. Zeno. Um 1752/60 gehörte der Ort zur Hofmark Inzell und bestand aus einem Anwesen (einen Sechszehntel-Hof).
1854 wurde das Adlgaßer-Anwesen an den Salinen-Ärar verkauft und daraus eine Forstwartei errichtet. Mehr als die Hälfte des Grundes wurde angepflanzt, der sogenannte Adlgaßerwald.

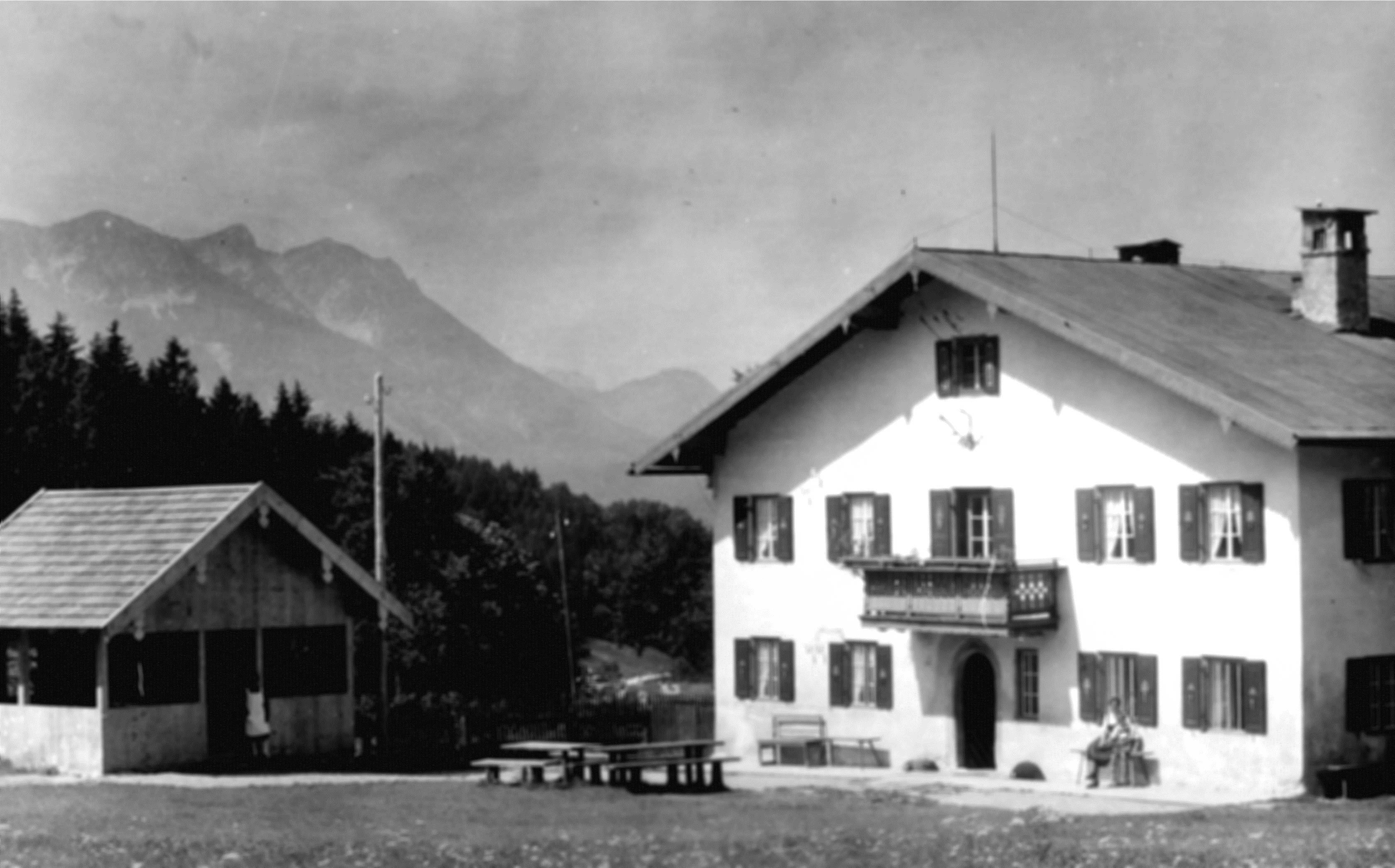
Forsthaus Adlgaß, Aufnahme aus dem Jahr 1931

Das Forsthaus Adlgaß war eines der wenigen Forsthäuser in Bayern, die mit einer Einkehr verbunden waren. Ab 1964 wurde die Forstwartei nach Inzell verlegt und das Gasthaus verpachtet. Seit 2000 ist das Gasthaus in Privatbesitz.
Neben dem Forsthaus Adlgaß errichtete die Schützengesellschaft Inzell-Adlgaß an ihren hier schon lange bestehenden Schießort in den 1970er Jahren einen Kleinkaliber-Schießstand. 

## Tourismus
Das Gasthaus Forsthaus Adlgaß bietet eine regionale bayerische Küche an. Von den unterhalb des Gasthauses gelegenen Wanderparkplätzen führen Wanderwege und Steige unter anderem zur Bäckeralm und zur Stoißeralm am Teisenberg, zur Kohleralm (über Schneewinkl), zum Gamsknogel und zum Zwiesel, zur Steineralm und zum Hochstaufen. Adlgaß ist Ausgangspunkt für den Bergwalderlebnispfad zum Frillensee. Oberhalb des Forsthauses befindet sich eine Naturrodelbahn.